# ササシマBASE Lab.
『ササシマBASE Lab.』（ささしまベースラボ.）は、2018年4月7日から2019年3月30日（29日深夜）まで放送されていた中京テレビ制作のバラエティ番組。

## 概要
中京テレビで2018年3月まで放送されていたはやりば Hayari Barと月に1度放送されていたPPBMの後番組。番組を「BASE Lab.」（研究所）に見立てMCの辻本が「研究所所長」辻本以外の週替わり出演のBOYS AND MENのメンバーと中京テレビアナウンサー4人がそれぞれ、音楽、映画、動画、新商品の研究員となり、最新のカルチャーを紹介する。なお、動画は「BMM（ボイメンムービー）」を週に1度Chuunにアップされている。

## 出演者

### 研究所所長
- 辻本達規（BOYS AND MEN）

### 研究員
- BOYS AND MEN（辻本以外のメンバーが週替わり出演）
- 望月杏夏（中京テレビアナウンサー）【音楽担当研究員】
- 稲村沙綾（中京テレビアナウンサー）【映画担当研究員】（2018年12月1日分をもって産休中）
- 磯貝初奈（中京テレビアナウンサー）【動画担当研究員】
- 上山元気（中京テレビアナウンサー）【新商品担当研究員】

## スタッフ
- 構成：富田恭彦
- ディレクター：音川ななえ、鈴木佑都、横山美侑、柴草昂太、日紫喜大和
- 総合演出：清水信吾
- プロデューサー：河原理雄、平田明久、樽谷浩司
- 制作協力：CTV MID ENJIN
- 製作著作：中京テレビ